# 東京録音現像
東京録音現像株式会社（とうきょうろくおんげんぞう）は、日本のポストプロダクションであり、現像場、録音スタジオの企業である。通常目黒スタジオ（めぐろスタジオ）と称しかつ称される。映画等には目黒現像所（めぐろげんぞうしょ）、東京録音現像所（とうきょうろくおんげんぞうしょ）ともクレジットされた。1974年に活動を停止した。

## 沿革
- 1950年前後 - 金井喜一郎が設立、代表取締役社長に就任[1]
- 1961年7月16日 - 金井喜一郎が死去、今田富雄が後任の代表取締役社長となる[7]
- 1974年 - 閉鎖[6]

## 概要
第二次世界大戦終了後の1950年（昭和25年）前後に、金井喜一郎（1901年 - 1961年）が設立した。金井は、日本で最初にアニメーション映画をつくった人物の一人である北山清太郎の助手からスタートし、1921年（大正10年）に設立された北山映画製作所の創立メンバーとして、初期アニメーションの撮影を手がけ、戦時中の1940年代前半には、都商会文化映画部の代表として、ドキュメンタリー映画の製作・演出を手がけていた人物である。戦後の金井は、新しく設立した都映画社で引き続き映画製作を行うとともに、伊藤武郎らの独立プロである独立映画の監査役も務めていた。
記録にみるもっとも古いクレジットは、1954年（昭和29年）のもので、教育映画や記録映画、短篇アニメーション、低予算の独立プロ系作品の録音スタジオ、現像場としての機能を果たしていた。1961年（昭和36年）7月16日、創立社長である金井が亡くなると、後継者として社長に就任したのは、愛光商会社長の今田富雄であった。今田が社長に就任するとともに、愛光商会取締役今田潔、金井喜一郎の長男である金井政幸（ダークダックスの「ゾウ」こと芸名遠山一）も取締役に就任している。「目黒スタジオ」あるいは「東京録音現像」のクレジットが盛んにみられるようになるのは、今田の社長就任以降、いわゆるピンク映画の録音・現像を多く受注してからである。とくに鷲尾飛天丸が代表を務める日本シネマフィルム（のちの日本シネマ）、若松孝二が代表を務める若松プロダクション、木俣堯喬が代表を務めるプロダクション鷹の製作物を多く受注した。ネガフィルムの現像から録音・編集、初号プリントの作成まで手掛けることができるポストプロダクションとして成長し、1967年（昭和42年）に発行された『映画年鑑 1967』には「いまや業界のトップレベルをうたわれる存在」と書かれた。
1974年（昭和49年）を最後にクレジットの記録からその名が消えるが、同年、同社は閉鎖されたという。1978年（昭和53年）に発行された『映画年鑑 1978』には、すでにその社名すら記載されていない。1974年4月に設立され、以降、1990年代まで目黒区東山に存在したニューメグロスタジオには、代表取締役社長の出口良二、常務取締役の杉崎喬、取締役技術部長の福田伸、監査役に高島小二郎が在籍したが、彼らはもともと東京録音現像出身であり、出口が営業部長、杉崎と福田は録音技師、高島は録音部長であった。
独立行政法人国立美術館が2005年（平成17年）に発表した『平成16年度独立行政法人国立美術館事業実績統計表』によれば、同社は、『情炎の波止場』（監督安田公義、製作大映東京撮影所、1951年6月8日公開）、『女学生の寝室』（監督武田有生、製作光映画、1968年公開）、『谷ナオミ しびれる』（監督姿良三、製作新東宝映画、1978年公開）、『性の完全犯罪』（監督久我剛、製作六邦映画、1973年6月公開）、『谷ナオミ脱ぐ』（詳細不明、1978年公開）、『さすらいの悶え』（監督秋津隆二、製作六邦映画、1973年8月公開）、『性のピンチ』（監督秋津隆二、製作六邦映画、1973年9月公開）の7作の上映用プリント等を東京国立近代美術館フィルムセンターに寄贈した。
2013年（平成25年）現在、跡地にはタイ王国大使館武官事務所が建っている。

## 企業データ
- 所在地 : 東京都目黒区下目黒4丁目999番地
  - 現在の同区下目黒6丁目15番22号

北緯35度37分45.48秒 東経139度41分56.81秒 / 北緯35.6293000度 東経139.6991139度
- 代表取締役社長 :
  1. 金井喜一郎
  2. 今田富雄

## フィルモグラフィ
クレジットはすべて「録音」あるいは「現像」であり、特筆しないものはすべて「目黒スタジオ」名義のクレジットである。公開日の右側には職名、および東京国立近代美術館フィルムセンター（NFC）、マツダ映画社所蔵等の上映用プリントの現存状況についても記す。資料によってタイトルの異なるものは併記した。

### 1950年代
- 『暁の銃弾』 : 監督中川順夫、製作日本映画、1954年6月製作・公開 - 現像
- 『シンテリヤ嬢の花婿』 : 監督八木進、製作モーションタイムズ、1954年7月製作・公開 - 録音
- 『丘の上』 : 監督森園忠、製作劇団民芸、配給教育映画配給社、1955年12月製作・公開 - 現像、48分尺で現存（NFC所蔵[5]）
- 『幽霊船』 : 監督大藤信郎、製作大藤スタジオ、1956年4月製作・公開 - 録音
- 『女の決闘』 : 監督西沢治、製作日米映画・日本テレビ放送網、配給新東宝、1959年2月3日公開 - 録音
- 『まぐろ』 : 撮影金山富男・田地野万三、製作映画日本社、配給大映、短篇ドキュメンタリー映画、1959年7月26日公開 - 録音

### 1960年代
- 『女犯の掟』 : 監督小林悟、製作・配給日本シネマ、1963年6月25日公開 - 録音（東京録音現像所）、57分尺で現存（NFC所蔵[5]）
- 『毒ある愛撫』[5]（『毒のある愛撫』[2]） : 監督高木丈夫（本木荘二郎）、 製作Gプロファーストフィルム、配給不明、1963年12月3日公開 - 録音・現像、76分尺で現存（NFC所蔵[5]）
- 『不倫のつぐない』 : 監督若松孝二、製作新映フィルム、配給日本シネマ、1963年12月31日公開 - 録音

- 『めす犬の賭』[3][4]（『めす犬の賭け』[2]） : 監督若松孝二、製作・配給日本シネマ、1964年3月17日公開 - 録音
- 『女 うらの裏』 : 監督高木丈夫、 製作Gプロファーストフィルム、配給不明、1964年3月製作・公開 - 録音・現像、79分尺で現存（NFC所蔵[5]）
- 『赤い犯行』 : 監督若松孝二、製作東京シネマ・日本シネマ、配給日本シネマ、1964年5月17日公開 - 録音・現像、70分尺で現存（NFC所蔵[5]）
- 『女体難破船』 : 監督南部泰三、製作第八芸術・日本シネマ、配給日本シネマ、1964年6月26日公開 - 録音
- 『恐るべき女子学生 思春期前期』（『思春前期 恐るべき女子学生』[5]） : 監督新藤孝衛、製作青年芸術映画協会、配給日本シネマ、1964年6月30日公開 - 録音、83分尺で現存（NFC所蔵[5]）
- 『乾いた肌』 : 監督若松孝二、製作・配給日本シネマ、1964年9月製作・公開 - 録音・現像、75分尺で現存（NFC所蔵[5]）
- 『逆情』 : 監督若松孝二、製作・配給日本シネマ、1964年9月製作・公開 - 録音・現像、71分尺で現存（NFC所蔵[5]）
- 『悪のもだえ』 : 監督若松孝二、製作・配給日本シネマ、1964年12月31日公開 - 録音、61分尺で現存（NFC所蔵[5]）

- 『変態』 : 監督志賀隆・西田洋、製作・配給日本シネマ、1965年3月製作・公開 - 録音・現像、74分尺で現存（NFC所蔵[5]）
- 『異常者』 : 監督松浦潤、製作ヒロキ映画、配給不明、1965年3月製作・公開 - 現像（東京録音現像所）、85分尺で現存（NFC所蔵[5]）
- 『未公開の情事』 : 監督山本晋也、製作・配給日本シネマ、1965年7月製作・公開 - 録音（目黒スタジオ）・現像（東京録音現像所）、79分尺で現存（NFC所蔵[5]）
- 『野郎と牝犬』 : 監督山本晋也、製作・配給日本シネマ、1965年9月製作・公開 - 録音（目黒スタジオ）・現像（東京録音現像所）、64分尺で現存（NFC所蔵[5]）
- 『四つの乳房』 : 監督三樹英樹、製作北星映画社、配給日本シネマ、1965年9月製作・公開 - 現像（東京録音現像所）、72分尺で現存（NFC所蔵[5]）
- 『肉体女優日記』 : 監督山本晋也、製作・配給日本シネマ、1965年11月製作・公開 - 録音、77分尺で現存（NFC所蔵[5]）
- 『素肌のおんな』 : 監督小川欽也、製作JOプロダクション、配給不明、1965年11月製作・公開 - 現像（東京録音現像所）、68分尺で現存（NFC所蔵[5]）
- 『欲望の血がしたたる』 : 監督若松孝二、製作若松プロダクション、配給NSP、1965年12月製作・公開 - 録音・現像、71分尺で現存（NFC所蔵[5]）

- 『人妻の予定日』 : 監督向井寛、製作オリジナル映画、配給日本シネマ、1966年1月製作・公開 - 現像所、69分尺で現存（NFC所蔵[5]）
- 『顔を貸せ』 : 監督湯浅浪男、製作CAG、配給松竹、1966年2月19日公開 - 録音
- 『一夜妻』 : 監督山本晋也、製作・配給日本シネマ、1966年3月製作・公開 - 録音・現像（東京録音現像グループ）、80分尺で現存（NFC所蔵[5]）
- 『東京無宿』 : 監督湯浅浪男、製作CAG、配給松竹、1966年5月14日公開 - 録音
- 『肉体の会話』 : 監督久我光、製作シネアトリエ、配給日本シネマ、1966年6月製作・公開 - 録音・現像、75分尺で現存（NFC所蔵[5]）
- 『胎児が密猟する時』 : 監督若松孝二、製作若松プロダクション、配給不明、1966年7月製作・公開 - 録音・現像
- 『女学生のあやまち』（『女子学生のあやまち』[5]） : 監督山本晋也、製作・配給日本シネマ、1966年7月製作・公開 - 録音（目黒スタジオ）・現像（東京録音現像所）、63分尺で現存（NFC所蔵[5]）
- 『生娘 キムスメ』 : 監督山本晋也、製作山本プロダクション、配給日本シネマ、1966年8月製作・公開 - 録音（目黒スタジオ）・現像（東京録音現像所）、69分尺で現存（NFC所蔵[5]）
- 『堕胎』 : 監督若松孝二、製作若松プロダクション、配給不明、1966年11月1日公開 - 録音・現像、22分尺（原版75分）で現存（NFC所蔵[5]）
- 『裏切りの季節』 : 監督大和屋竺、製作若松プロダクション、配給NSP、1966年12月13日公開 - 録音・現像、77分尺で現存（NFC所蔵[5]）

- 『情欲の黒水仙』 : 監督若松孝二、製作若松プロダクション、配給六邦映画、1967年2月21日公開 - 録音・現像、70分尺で現存（NFC所蔵[5]）
- 『避妊革命』 : 監督足立正生、製作若松プロダクション、配給日本シネマフイルム、1967年2月21日公開 - 録音・現像、73分尺で現存（NFC所蔵[5]）
- 『犯された白衣』（『看護婦殺し秘話 犯された白衣』[5]） : 監督若松孝二、製作若松プロダクション、配給不明、1967年3月製作・公開 - 現像、41分尺（原版57分）で現存（NFC所蔵[5]）
- 『女の責め』 : 監督山本晋也、製作・配給日本シネマ、1967年3月14日公開 - 録音（目黒スタジオ）・現像（東京録音現像所）、70分尺で現存（NFC所蔵[5]）
- 『続 悪徳医 女医篇』 : 監督福田晴一、製作・配給日本シネマ、1967年5月23日公開 - 録音・現像、72分尺で現存（NFC所蔵[5]）
- 『いろの道づれ』 : 監督向井寛、 製作東京第一フィルム、配給六邦映画、1967年7月2日公開 - 現像、70分尺で現存（NFC所蔵[5]）
- 『日本暴行暗黒史 異常者の血』 : 監督若松孝二、製作若松プロダクション、配給不明、1967年7月製作・公開 - 録音・現像
- 『赤い肉』 : 製作山邊信雄、監督飛田良、製作ヤマベプロダクション、配給大蔵映画、1967年8月20日公開 - 録音、69分尺で現存（NFC所蔵[5]）
- 『夜のただれ』 : 監督山本晋也、製作・配給日本シネマ、1967年9月2日公開 - 録音・現像（東京録音現像所）、58分尺で現存（NFC所蔵[5]）
- 『性の放浪』 : 監督若松孝二、製作若松プロダクション、配給日本シネマ、1967年9月12日公開 - 録音・現像、57分尺で現存（NFC所蔵[5]）
- 『骨ぬき』 : 監督福田晴一、製作中央映画プロダクション、配給六邦映画、1967年9月12日公開 - 現像、74分尺で現存（NFC所蔵[5]）
- 『性犯罪』 : 監督若松孝二、製作若松プロダクション、配給不明、1967年製作・公開 - 録音・現像
- 『四畳半裏ばなし』 : 監督福田晴一、製作・配給六邦映画、1967年製作・公開 - 現像、73分尺で現存（NFC所蔵[5]）
- 『女のせい談』 : 製作山邊信雄、監督武田有生、製作ヤマベプロダクション、配給日本シネマ、1967年製作・公開 - 録音・現像、65分尺で現存（NFC所蔵[5]）
- 『好色番外地』 : 監督関孝二、製作・配給日本シネマ、1967年製作・公開 - 現像（東京録音現像）、59分尺で現存（NFC所蔵[5]）
- 『売女 ばいた』 : 監督関孝二、製作・配給日本シネマ、1967年10月17日公開 - 録音・現像（東京録音現像所）、66分尺で現存（NFC所蔵[5]）
- 『リンチと縛り』 : 製作山邊信雄、監督岸信太郎（山邊信雄）、製作ヤマベプロダクション、配給日本シネマ、1967年11月7日公開 - 録音、61分尺で現存（NFC所蔵[5]）
- 『濡れ場』 : 監督酒匂真直、製作中央プロダクション、配給六邦映画、1967年12月11日公開 - 現像、69分尺で現存（NFC所蔵[5]）

- 『恋人と呼んでみたい』 : 監督森永健次郎、製作日本ビクター・セントラルアーティスツプロダクション、配給日活、1968年2月1日公開 - 録音
- 『藤猛物語 ヤマト魂』 : 監督関川秀雄、製作創映プロダクション、配給日活、1968年2月13日公開 - 録音
- 『性の配当』 : 監督梅沢薫、製作・配給日本シネマ、1968年2月製作・公開 - 録音・現像（東京録音現像所）、69分尺で現存（NFC所蔵[5]）
- 『腹貸し女』 : 監督若松孝二、製作若松プロダクション、配給不明、1968年3月製作・公開 - 録音・現像、69分尺で現存（NFC所蔵[5]）
- 『夫婦交換』 : 監督梅沢薫、製作・配給日本シネマ、1968年4月製作・公開 - 録音・現像（東京録音現像所）、62分尺で現存（NFC所蔵[5]）
- 『艶説 明治邪教伝』 : 監督土居通芳、製作テアトルプロダクション、配給日活、1968年7月10日公開 - 録音
- 『性地帯 セックスゾーン』 : 監督足立正生、製作若松プロダクション、配給不明、1968年8月製作・公開 - 録音・現像
- 『女のうれし泣き』 : 監督武田有生、製作・配給六邦映画、1968年8月製作・公開 - 録音、64分尺で現存（NFC所蔵[5]）
- 『ひもつき処女』 : 監督酒匂真直、製作・配給六邦映画、1968年8月製作・公開 - 録音・現像、66分尺で現存（NFC所蔵[5]）
- 『好色魔』 : 監督木俣堯喬、製作・配給プロダクション鷹、1968年8月製作・公開 - 録音（東京録音現像）、64分尺で現存（NFC所蔵[5]）
- 『色道一代 女の壷ふり』[5]（『色道一代 女の壺ぶり』[2]） : 監督梅沢薫、製作・配給日本シネマ、1968年8月製作・公開 - 現像（東京録音現像所）、68分尺で現存（NFC所蔵[5]）
- 『不倫のたのしみ』 : 監督佐々木元、製作前衛企画[2]（日本シネマ[5]）、配給日本シネマ、1968年9月製作・公開 - 現像（東京録音現像所）、72分尺で現存（NFC所蔵[5]）
- 『おれん情欲絵巻 必殺女斬り』[5]（『おんな情欲絵巻 必殺女斬り』[2]） : 監督福田晴一、製作・配給日本シネマ、1968年9月製作・公開 - 録音・現像（東京録音現像所）、65分尺で現存（NFC所蔵[5]）
- 『女のたこ部屋』 : 監督武田有生、製作・配給六邦映画、1968年10月製作・公開 - 録音、68分尺で現存（NFC所蔵[5]）
- 『猟色の罠』 : 監督木俣堯喬、製作・配給プロダクション鷹、1968年製作・公開 - 現像（目黒スタジオ）・録音（東京録音現像）
- 『或る色魔』 : 監督木俣堯喬、製作・配給プロダクション鷹、1968年製作・公開 - 録音・現像（東京録音現像）
- 『人生(秘)劇場 壺あらそい』 : 監督小川欽也、製作・配給MAGプロモーション、1968年製作・公開 - 録音・現像、72分尺で現存（NFC所蔵[5]）
- 『犯す』 : 監督足立正生、製作若松プロダクション、配給不明、1968年製作・公開 - 録音・現像、65分尺で現存（NFC所蔵[5]）
- 『回春部屋』 : 監督渡辺護、製作中央映画プロダクション、配給不明、1968年製作・公開 - 録音・現像（東京録音現像）、70分尺で現存（NFC所蔵[5]）
- 『刑法208条 異常暴行罪』 : 監督奥脇敏夫、製作・配給日本シネマ、1968年製作・公開 - 現像（東京録音現像）、73分尺で現存（NFC所蔵[5]）
- 『お妾女高生』 : 監督佐々木元、製作・配給日本シネマ、1968年製作・公開 - 録音・現像（東京録音現像所）、63分尺で現存（NFC所蔵[5]）
- 『悪徳女校医』[5]（『悪徳女高医』[2]） : 監督福田晴一、製作・配給日本シネマ、1968年製作・公開 - 現像（東京録音現像所）、74分尺で現存（NFC所蔵[5]）
- 『肉体の餌』 : 監督梅沢薫、製作・配給日本シネマ、1968年製作・公開 - 録音・現像（東京録音現像所）、67分尺で現存（NFC所蔵[5]）
- 『日本性犯罪史 白昼の暴行鬼』 : 監督酒匂真直、製作・配給六邦映画、1968年11月製作・公開 - 録音（目黒スタジオ）・現像（目黒現像所）、72分尺で現存（NFC所蔵[5]）
- 『ハレンチ・レポート 失神のテクニック』[5]（『失神のテクニック ハレンチレポート』[2]） : 監督三魔瑛介、製作・配給日本シネマ、1968年11月製作・公開 - 録音・現像（東京録音現像）、64分尺で現存（NFC所蔵[5]）
- 『飢えた獣欲』 : 監督梅沢薫、製作前衛企画[2]（日本シネマ[5]）、配給日本シネマ、1968年11月製作・公開 - 現像（東京録音現像）、74分尺で現存（NFC所蔵[5]）
- 『残忍(秘)女責め』 : 監督梅沢薫、製作・配給日本シネマ、1968年12月製作・公開 - 録音・現像（東京録音現像）、74分尺で現存（NFC所蔵[5]）
- 『霧にむせぶ夜』 : 監督梅津明治郎、製作東京エンタープライズ、配給松竹、1968年12月14日公開 - 録音

- 『恋の乙女川』 : 監督市村泰一、製作日本ビクター・ワールド映画、配給松竹、1969年1月11日公開 - 調音
- 『知りすぎた女高生』 : 監督佐々木元、製作日本芸術協会、配給中央映画、1969年1月公開 - 現像、72分尺で現存（NFC所蔵[5]）
- 『性遊戯』 : 監督足立正生、製作若松プロダクション、配給不明、1969年2月24日公開 - 録音・現像
- 『新日本暴行暗黒史 復讐鬼』 : 監督若松孝二、製作若松プロダクション、配給不明、1969年2月製作・公開 - 録音・現像
- 『絶品の壺』 : 監督渡辺護、製作中央プロダクション、配給新東宝映画、1969年2月製作・公開 - 現像、66分尺で現存（NFC所蔵[5]）
- 『色道無宿』 : 監督結城康生、製作・配給日本シネマ、1969年3月製作・公開 - 録音・現像（東京録音現像）、65分尺で現存（NFC所蔵[5]）
- 『破れた肉体』 : 監督結城康生、製作・配給日本シネマ、1969年4月製作・公開 - 録音・現像（東京録音現像）
- 『無人列島』 : 監督金井勝、製作かないぷろだくしょん、配給不明、1969年4月25日公開 - 録音
- 『女極道 色欲一代』 : 監督伊世亜夫（中川順夫）、製作中川プロダクション、配給ミリオンフィルム、1969年5月公開 - 現像、68分尺で現存（NFC所蔵[5]）
- 『女学生ゲリラ』 : 監督足立正生、製作若松プロダクション、配給不明、1969年5月26日公開 - 現像
- 『寝とられた女』 : 監督結城康生、製作・配給日本シネマ、1969年6月製作・公開 - 録音・現像（東京録音現像）、73分尺で現存（NFC所蔵[5]）
- 『濡れた悪女』 : 監督宮口圭、製作・配給日本シネマ、1969年7月製作・公開 - 録音・現像（東京録音現像所）、68分尺で現存（NFC所蔵[5]）
- 『やくざ非情史 刑務所兄弟』 : 監督松尾昭典、製作創映プロダクション、配給日活、1969年7月26日公開 - 録音
- 『痴女の戯れ』 : 監督奥脇敏夫、製作・配給日本シネマ、1969年8月製作・公開 - 録音・現像（東京録音現像所）、70分尺で現存（NFC所蔵[5]）
- 『狂走情死考』 : 監督若松孝二、製作若松プロダクション、配給不明、1969年9月製作・公開 - 現像
- 『やくざ非情史 血の盃』 : 監督中川順夫、製作創映プロダクション、配給日活、1969年10月8日公開 - 録音
- 『生体密猟地帯 生体解剖』 : 監督木俣堯喬、製作・配給プロダクション鷹、1969年製作・公開 - 現像
- 『ゆけゆけ二度目の処女』 : 監督若松孝二、製作若松プロダクション、配給不明、1969年製作・公開 - 現像
- 『密室』 : 監督木俣堯喬、製作・配給プロダクション鷹、1969年製作・公開 - 録音・現像（東京録音現像）
- 『夜になったら殺して』 : 監督宮口圭、製作・配給日本シネマ、1969年製作・公開 - 録音（目黒スタジオ）・現像（東京録音現像所）、57分尺で現存（NFC所蔵[5]）
- 『女高生のいたずら』 : 監督武田有生、製作中央プロダクション、配給中央映画、1969年製作・公開 - 現像（東京録音現像所）、64分尺で現存（NFC所蔵[5]）
- 『十八才の妖婦』 : 監督武田有生、製作中央プロダクション、配給中央映画、1969年製作・公開 - 現像（東京録音現像所）、63分尺で現存（NFC所蔵[5]）
- 『性(セックス)診断旅行』 : 監督武田有生、製作・配給中央映画、1969年製作・公開 - 現像（東京録音現像所）、67分尺で現存（NFC所蔵[5]）
- 『秘密クラブの女』 : 監督関孝二、製作・配給日本シネマ、1969年12月製作・公開 - 録音（目黒スタジオ）・現像（東京録音現像所）、69分尺で現存（NFC所蔵[5]）
- 『猫なめずり』 : 監督佐々木元、製作・配給日本シネマ、1969年12月製作・公開 - 録音・現像（東京録音現像所）、65分尺で現存（NFC所蔵[5]）

### 1970年代
- 『セックスパトロン』 : 監督関孝二、製作・配給日本シネマ、1970年1月製作・公開 - 録音、70分完全尺で現存（NFC所蔵[5]）
- 『真昼の暴行劇』 : 監督若松孝二、製作若松プロダクション、配給日本シネマ、1970年3月製作・公開 - 録音・現像、67分尺で現存（NFC所蔵[5]）
- 『昭和色豪伝 浮気のテクニック』 : 監督佐々木元、製作・配給日本シネマ、1970年5月製作・公開 - 録音（目黒スタジオ）・現像（東京録音現像所）、72分尺で現存（NFC所蔵[5]）
- 『肉体ハイジャック 殺しの前の快楽』 : 監督梅沢薫、製作・配給日本シネマ、1970年5月製作・公開 - 録音、73分尺で現存（NFC所蔵[5]）
- 『色ぼけ四十八態』 : 監督木俣堯喬、製作プロダクション鷹[5]（ミリオンフィルム[2]）、製作ミリオンフィルム[5]（国映[2]）、1970年5月製作・公開 - 録音（東京録音現像所）・現像（目黒スタジオ）、67分尺で現存（NFC所蔵[5]）
- 『魔女狩り』 : 監督木俣堯喬、製作プロダクション鷹、配給ミリオンフィルム、1970年6月製作・公開 - 録音・現像（東京録音現像）、72分尺で現存（NFC所蔵[5]）
- 『恋の大冒険』 : 監督羽仁進、製作オールスタッフプロダクション・テアトルプロダクション、配給東宝、1970年7月18日公開 - 録音所、93分尺で現存（NFC所蔵[5]）
- 『野良猫ロック ワイルドジャンボ』 : 監督藤田敏八、製作ホリ企画・日活、配給ダイニチ映配、1970年8月1日公開 - 録音、84分尺で現存（NFC所蔵[5]）
- 『危険な女沼』 : 監督木俣堯喬、製作・配給大蔵映画、1970年8月製作・公開 - 録音（東京録音現像）
- 『牝猫ゲバルト』 : 監督木俣堯喬、製作プロダクション鷹、配給ミリオンフィルム、1970年10月製作・公開 - 録音・現像、68分尺で現存（NFC所蔵[5]）
- 『新宿マッド』[2]（『新宿フーテン娘 乱行パーティー』[5]） : 監督若松孝二、製作若松プロダクション、配給新東宝映画、1970年製作・公開 - 現像（東京録音現像） 、『新宿フーテン娘 乱行パーティー』の題・67分尺で現存（NFC所蔵[5]）
- 『和子の生活設計』 : 監督若杉光夫、製作・配給学研映画、1970年製作・公開 - 録音、33分完全尺で現存（NFC所蔵[5]）

- 『あゝ!しびれる』（『ああ、しびれる』[2]） : 監督梅沢薫、製作・配給日本シネマ、1971年1月製作・公開 - 録音、73分尺で現存（NFC所蔵[5]）
- 『夜の最前線 東京(秘)地帶』 : 監督井田探、製作新国劇映画、配給ダイニチ映配、1971年2月6日公開 - 録音所
- 『性輪廻 死にたい女』 : 監督若松孝二、製作若松プロダクション、配給六邦映画、1971年4月製作・公開 - 現像
- 『秘花』 : 監督若松孝二、製作若松プロダクション、配給不明、1971年5月製作・公開 - 録音・現像
- 『性家族』 : 監督若松孝二、製作・配給国映、1971年12月製作・公開 - 録音
- 『濡れる柔肌』 : 監督秋山駿（津崎公平）、製作槙プロダクション、配給不明、1971年製作・公開 - 現像、69分尺で現存（NFC所蔵[5]）
- 『盗まれたSEX』 : 監督加奈沢史郎、製作槙プロダクション、配給不明、1971年製作・公開 - 録音（目黒スタジオ）・現像（東京録音現像所）、69分尺で現存（NFC所蔵[5]）
- 『結婚する娘へ - 父の愛』 : 監督城田孝子、製作・配給学研映画、1971年製作・公開 - 録音、27分尺で現存（NFC所蔵[5]）

- 『レズ&SM大百科』 : 監督嵯峨泰彦（佐々木元）、製作・配給日本シネマ、1972年3月製作・公開 - 現像（東京録音現像所）、67分尺で現存（NFC所蔵[5]）
- 『好色女体地獄』 : 監督渡辺護、製作・配給大蔵映画、1972年4月製作・公開 - 録音
- 『野獣の挽歌 貞操泥棒』[5]（『貞操泥棒』[2]） : 監督佐々木元、製作・配給日本シネマ、1972年4月製作・公開 - 録音、71分尺で現存（NFC所蔵[5]）
- 『鏡の中の野心』 : 監督小林悟、製作東活プロダクション、配給松竹、1972年7月1日公開 - 録音
- 『幼な妻 初夜のよろこび』 : 監督南雲孝（新藤孝衛）、製作青年芸術映画協会、配給ミリオンフィルム、1972年10月製作・公開 - 録音・現像、65分尺で現存（NFC所蔵[5]）
- 『感度バツグン』 : 監督衣恭介、製作プロダクション鷹、配給ミリオンフィルム、1972年12月製作・公開 - 現像、69分尺で現存（NFC所蔵[5]）

- 『日本性風俗史 淫ら絵巻』[5]（『日本風俗史 淫ら絵巻』[2]） : 監督木俣堯喬・和泉聖治、製作プロダクション鷹、配給ミリオンフィルム、1973年1月製作・公開 - 現像、77分尺で現存（NFC所蔵[5]）
- 『好色 旅枕百人斬り』 : 監督渡辺護、製作・配給大東映画、1973年1月製作・公開 - 録音・現像（東京録音現像）、78分尺で現存（NFC所蔵[5]）
- 『女遊び初体験』 : 監督南雲孝、製作青年芸術映画協会、配給ミリオンフィルム、1973年9月製作・公開 - 録音・現像、67分尺で現存（NFC所蔵[5]）
- 『絶倫夫人』 : 監督秋山駿、製作プロダクション鷹、配給ミリオンフィルム、1973年9月製作・公開 - 現像、66分尺で現存（NFC所蔵[5]）
- 『夫婦交換 夜の秘戯』 : 監督南雲孝、製作青年芸術映画協会、配給ミリオンフィルム、1973年10月製作・公開 - 現像、67分尺で現存（NFC所蔵[5]）
- 『悩ましい痴態』 : 監督木俣堯喬・和泉聖治、製作プロダクション鷹、配給ミリオンフィルム、1973年10月製作・公開 - 現像、68分尺で現存（NFC所蔵[5]）
- 『姐さんブルース 恍惚の花弁』 : 監督秋山駿、製作プロダクション鷹、配給ミリオンフィルム、1973年12月製作・公開 - 現像、62分尺で現存（NFC所蔵[5]）
- 『若妻夜ごとの戯れ』 : 監督南雲孝、製作青年芸術映画協会、配給ミリオンフィルム、1973年製作・公開 - 録音・現像、25分尺で現存（NFC所蔵[5]）
- 『青春悲歌 夜の姿態』 : 監督南雲孝、製作・配給ミリオンフィルム、1973年製作・公開 - 録音・現像、76分尺で現存（NFC所蔵[5]）

- 『日本性風俗史 姦通』 : 監督木俣堯喬、製作プロダクション鷹、配給ミリオンフィルム、1974年1月製作・公開 - 現像、61分尺で現存（NFC所蔵[5]）
- 『クラブ活動とたくましい老人たち』 : 監督牧野守、製作・配給学研映画、1974年製作・公開 - 録音、33分尺で現存（NFC所蔵[5]）